# Beth (cantante)
Elisabeth Rodergas Cols (Suria, Barcelona, 23 de diciembre de 1981), conocida como Beth, es una cantante y actriz española. 
Su carrera despegó tras ser finalista de la segunda edición de Operación Triunfo en 2003, representando ese mismo año a España en el Festival de la Canción de Eurovisión 2003 en Riga con la canción Dime.

## Primeros años yOT
Su afán por conocer mundo la llevó a realizar varios viajes por distintos sitios, entre ellos a diversos países africanos donde participó en misiones humanitarias. Ha vivido en el Reino Unido y estudió teatro musical en Barcelona.
Operación Triunfo le brindó la oportunidad de ser cantante. Tras el éxito de la primera edición en 2001-2002, Beth superó el casting y entró en la "academia". Sin cosechar el éxito de sus antecesores, la segunda ediición de OT mantuvo el eco mediático y musical. Llegó a la final y finalizó en tercera posición sólo por detrás de Ainhoa y Manuel Carrasco. Unas semanas después se celebraron las galas para elegir al representante de TVE ese año en el Festival de Eurovisión. De las tres canciones que se presentaron para Beth (La vida sin ti, Cerrando heridas, y Dime) el público eligió esta última (compuesta por Andermay) y a su vez a la cantante de Suria como representante. El videoclip se rodó en la Barcelona modernista de Gaudí. 
El festival se celebró en Riga, capital de Letonia, y Beth finalizó en octavo puesto. Por primera y última vez en años, se consideró a la candidatura de España como la máxima favorita para vencer en el certamen junto con el dúo ruso t.A.T.u.. Pese a que desde el primer momento Beth aseguró no sentirse cómoda con la canción, reconoció que la asumió "como algo propio". El tema fue número uno en la lista de ventas de España durante dos semanas y alcanzó también el número uno en Los 40 Principales, siendo una de las canciones más radiadas del año. Además, el festival fue una de las emisiones más vistas en la historia de la televisión en España, y la actuación de la cantante catalana fue seguida por más de 10 millones de personas en España. Visitó OT en 2017, reiterando que "debía de ser la única persona en España a la que no le gustaba la canción" pero reconociendo que la experiencia en conjunto fue positiva.

## Carrera musical
El 23 de abril de 2003 lanza Otra realidad con la discográfica Vale Music, el primer álbum de estudio de la cantante. Alcanzó el número uno en su primera semana de debut en las listas de ventas. Sus dos primeros sencillos "Dime" y "Parando el tiempo" llegaron al número uno en los 40 principales. El álbum vendió más de 200.000 copias en España obteniendo doble disco de platino, fue el más vendido por una cantante femenina además de posicionarse entre los 10 más vendidos de España en 2003.
Además Beth participó en la Gira Generación OT, que reunió a los participantes de las dos primeras ediciones del concurso en varias ciudades, además de editar un CD. 
En 2004 lanzó Palau de la Música Catalana, un DVD de su primer tour 'Gira Otra realidad 03-04'.
El 9 de octubre de 2006 lanza su segundo álbum My own way home, compuesto en su mayoría en Londres esta vez con la discográfica Warner Music Group. El álbum debutó en el número 57 de las listas de ventas en España. Los sencillos del álbum fueron "Rain on me" y "All these things".
En los meses de enero y marzo de 2010, Beth grabó su primer disco en catalán, Segueix-me el fil, que lanzó el 18 de mayo. En su primera semana a la venta de Segueix-me el fil, Beth entró en la lista de los discos más vendidos (Promusicae) en 37.ª posición. Paralelamente Beth desarrolla carrera en el teatro, centrándose en Cataluña, y en 2013 estrena con Guille Milkyway el espectáculo La dona vinguda del futur.
Su cuarto disco Familia (2013) entra en la lista de los discos más vendidos de España (Promusicae) en 37.ª posición.
En 2020 la cantante comienza las grabaciones de su 5.º disco de estudio que tendrá canciones en castellano, catalán e inglés. El 23 de octubre sale su primer sencillo Que tremolin els arbres. El segundo sencillo, Vals, está disponible desde el 23 de diciembre de 2020, y la salida de su álbum Origen tuvo lugar el 23 de marzo de 2021.

## Vida personal
Tiene tres hijos, Lía (n. 2012), Kai (n. 2016) y Uma (2023).

## Discografía
Álbumes de estudio
| Fecha de lanzamiento     | Álbum             | Discográfica  | Posición en lista | Certificación |
| Fecha de lanzamiento     | Álbum             | Discográfica  | España            | Certificación |
| ------------------------ | ----------------- | ------------- | ----------------- | ------------- |
| 23 de abril de 2003      | Otra realidad     | Vale Music    | 1                 | 2× 200 000    |
| 10 de octubre de 2006    | My Own Way Home   | Warner Music  | 57                |               |
| 18 de mayo de 2010       | Segueix-me el fil | Música Global | 37                |               |
| 17 de septiembre de 2013 | Familia           | Música Global | 37                |               |
| 23 de marzo de 2021      | Origen            | U98 Music     |                   |               |
| 5 de abril de 2022       | Natural Women )   | U98 Music     |                   |               |

## Filmografía

### Teatro
- 2006 - 2007: Pels pèls - Abel Folk y Paul Pörtner - Personaje: Sandra Esteve - Teatro Borrás
- 2007 - 2008: Tirant lo Blanc, de Joanot Martorell. Dirección de Calixto Bieito - Personaje: Carmesina - Teatre Romea, y después gira por España, Europa y Sudamérica
- 2009 - 2010: Boeing boeing - Alexander Herold - Personaje:  Janet
- 2010: L’illa dels monzons. Una obra del escritor catalán Quim Monzó - Interpretó a diversos personajes
- 2013: La dona vinguda del futur - TNC - Protagonista
- 2014 : " Las ranas " de aristófanes - Teatro Romano de Mérida
- 2015: Pels pèls - Abel Folk y Paul Pörtner - Personaje: Sandra Esteve
- 2015: Flor de Nit, el Cabaret - Almería Teatre - Rosa
- 2016 - 2017: Geronimo Stilton - Teatro Condal - Personaje: Neridiana
- 2017: Blank - Sala Muntaner
- 2025: El fil invisible

### Televisión
- 2003: Representa a España en el Festival de la Canción de Eurovisión 2003
- 2004: Jo vull ser, TV3 Cataluña - Colaboradora
- 2004 - 2007: El club, TV3 Cataluña - Colaboradora
- 2006 - 2010: Temps de neu, Canal 33 - Reportera, presentadora
- 2008: Lalola, Antena 3 - Personaje: Rosa
- 2010: Buscant la Trinca, TV3 Cataluña - Presentadora

### Canciones en series
- Aída (Telecinco): "Sad Song" del disco My own way home en un capítulo de emitido el domingo 5 de septiembre de 2010.
- La Riera (TV3): "Temps de canvis" y "Un desconegut" del disco Segueix-me el fil.
- Pulseras rojas (TV3): "Podré tornar enrere".

### Filmografía
- 2009: Xtrems - Director: Abel Folk
- 2010: Bruc, el desafío. Canción principal BSO - Beth
- 2023: Dime, historia de una canción (TV) - documental

### Moda
- 2003: Imagen de la marca O.N.L.Y
- 2007 - 2008: Imagen de Seyart Jewels
- 2008 - 2009: Imagen de In & Out de Visibilia
- 2009: Imagen de 012

### Otros
- 2002: La fuerza de la vida (La razón para luchar) (con OT2) - Academia OT II
- 2002: A forza desta vida (con OT2) - Academia OT II
- 2002: Un segundo en el camino (con OT2) - Academia OT II
- 2002: Let The Sunshine (con profesores & OT2) - Academia OT II
- 2003: Dime - Festival de la Canción de Eurovisión 2003
- 2004: Fuera de control (con Kiko Veneno) - Campaña Intermón Oxfam "Armas Bajo Control"
- 2005: Aquelles nits De Nadal - en Altres Cançons de Nadal 3
- 2005: Mirar-nos als ulls (con Jofre Bardagí) - en Altres Cançons de Nadal 3
- 2005: No és nou (con Gossos) - en 8 (Reedición) de Gossos
- 2006: On és l'amor? - de la serie de TV3 Mar de Fons
- 2007: És un desig - en Altres Cançons de Nadal 4
- 2007: Neva prou (con Ayala) - en Altres Cançons de Nadal 4
- 2008: La mascota de Darwin - de la serie de TV3 ZOO
- 2010: Quan surt el sol (con Gerard Quintana) - en DeTerratEnTerrat de Gerard Quintana
- 2010: Al sud del cel (con Litus) - en "Maleta de pedres"
- 2010: Estatua en el jardín botánico (con José Corbacho) - en "X1FIN"
- 2010: Ràpid - Fundació ICTUS
- 2010: Prop dels estels - en "El disc de la Marató 2010"